# Пашкул (село)
Вижте пояснителната страница за други значения на Пашкул.
Пашкул е село в Южна България. То се намира в община Ивайловград, област Хасково.

## География
Село Пашкул се намира в планински район.